# Hirst Courtney
Hirst Courtney – wieś i civil parish w Anglii, w North Yorkshire, w dystrykcie (unitary authority) North Yorkshire. W 2011 civil parish liczyła 287 mieszkańców.